# Oenobotys
Oenobotys é um gênero de mariposa pertencente à família Crambidae.